# Charles Gaines
Charles Gaines (Houston, Texas, Estados Unidos, 15 de octubre de 1981) es un jugador de baloncesto estadounidense. Juega de escolta y actualmente juega en el Zhejiang Golden Bulls de la liga china.

## Características
Gaines es un jugador interesante en la pintura. Si bien no destacó por una técnica depurada, el jugador de Houston aportará fuerza al juego interior israelí, con una buena aportación en ataque y un físico imponente para imponerse en defensa y en la lucha por el rebote.

## Trayectoria
Es un jugador con facilidad anotadora y buenos números en el apartado reboteador. Se formó en la Klein Forest High School de Houston, su periplo universitario lo desarrolló en Southern Miss Golden Eagles, donde estuvo cuatro años.
En los 57 partidos que jugó con su universidad, Gaines fue siempre titular, en 31 partidos alcanzó dobles figuras en el apartado anotador y reboteador. En la última temporada en Southern Miss Golden Eagles promedió 15.7 puntos y 10.1 rebotes por partido. Su mejor anotación universitaria fue ante Georgia, donde el jugador llegó a los 36 puntos y 18 rebotes.
Este ala-pívot tiene mucha experiencia en Europa tras haber jugado en Reggio Calabria, ASVEL Lyon-Villeurbanne, Club Joventut de Badalona y Galatasaray Café Crown y Maccabi Tel Aviv.
El estadounidense transmitió sensaciones muy positivas en su única temporada en la ACB, en la que militó en las filas del conjunto verdinegro, con el que también jugó la Euroliga, con un promedio de 10,3 puntos y 6,3 rebotes. Tras la experiencia en Badalona, Gaines fichó por el Galatasaray Café Crown turco para, luego, irse a los Spurs, donde fue cortado antes de comenzar la temporada, lo que propició que recalara en la Liga de desarrollo de la NBA. El ala-pívot destacaba en los Austin Toros con una media de 15 puntos y 10,3 rebotes hasta que recibió la llamada del Maccabi Tel Aviv.